# Pseudosphex joinvillea
Pseudosphex joinvillea là một loài bướm đêm thuộc phân họ Arctiinae, họ Erebidae.